# 오산 공군기지
오산 공군기지(烏山空軍基地, K-55, 영어: Osan Air Base; Osan AB) 또는 오산비행장(IATA: OSN, ICAO: RKSO)은 경기도 평택시 송탄(신장동, 서탄면 일대)에 위치한 대한민국 공군과 주한 미군의 합동 기지로, 미국 공군에서 관리하고 있다.

## 개요
오산시가 아닌 평택시 송탄에 있는데도 오산공군기지라고 이름이 붙여진 이유는 주한 미군이 당시 보유한 지도에는 해당 지역이 화성군 오산리로 표기되어 있었고 한편으로는 조종사들의 통신 편의를 위해 ’평택(Pyongtaik)’(당시 철자)이나 '송탄'(Songtan)‘보다 철자 수가 짧고 발음하기 쉬운 '오산'(Osan)을 선택했기 때문이다.
현재 오산 공군기지는 주한 미군 군인과 그들의 가족들이 출입국할 때 많이 이용하고 있고, 미국 대통령같은 주요 인물들이 한국을 방문할 때도 이용하고 있어 미군 입장에서는 한반도의 항공 관문 역할을 하는 곳이다.

## 역사
평택시 송탄 일대에 공군기지 설치가 결정된 것은 한국 전쟁 중인 1951년이다. 원래는 육군 기지였는데, 1952년에 공군 기지로 조성되면서 2,700여 m의 활주로가 정비되고 같은 해 12월에 전투기가 배치되었다. 한국 전쟁 중 미군은 오산시의 오산천 둔치(현재의 오산종합운동장 일대)를 임시 비행장으로 잠시 사용하다가 현재 위치로 비행장을 옮겼는데, 영문으로 표기할 때 송탄(Songtan)보다 철자 수가 적고 발음하기 쉬운 'Osan AB'라는 기지명을 그대로 사용하였다.
1991년에 필리핀 클라크 공군 기지가 폐쇄된 이후 미국 공군의 태평양 지역에서 가장 큰 공군기지이며, 미국 태평양 공군 예하 제7공군의 본부이기도 하다. 2015년 말에 기존 활주로에서 북쪽으로 210 m를 이격해 제2활주로(09L/27R)가 설치되었다.
2000년부터 해마다 개최되는 대규모 항공축제 중 하나인 오산 에어파워데이가 개최되는 장소이기도 하다.

## 배치 부대
오산 공군기지에는 미국 공군의 제7공군 본부, 제51전투비행단 미국 육군의 제35방공포병여단, 대한민국 공군의 공군작전사령부와 제1중앙방공통제소(MCRC; Master Control and Reporting Center) 등이 있다.

### 대한민국 공군
- 공군작전사령부
  - 근무지원단
- 작전정보통신단
- 항공정보단
- 항공우주작전본부
- 공군방공관제사령부
  - 제31방공통제전대 / 제1중앙방공통제소(1MCRC)
- 공군미사일방어사령부

### 미국 공군
- 제7공군
  -  제51전투비행단
    - 제51작전비행전대 (Tail Code: OS)
      -  제25전투비행대대 (OA-10)
      -  제36전투비행대대 (F-16C/D)

    - 제51임무지원전대
    - 제51정비전대
    - 제51의무전대

  - 제607항공지원작전전대[3]
    - 제607지원대대[4]

  -  제607항공작전센터
    -  제607항공통신대대[5]
    -  제621항공관제대대[6]

  - 제694정보감시정찰전대
    - 제6정보대대(영어:6th Intelligence Squadron)
    - 제303정보대대(영어:30th Intelligence Squadron)
- 제5정찰비행대대(영어:5th Reconnaissance Squadron)
- 제731항공기동대대(영어:731st Air Mobility Squadron)

### 미국 육군
- 제35방공포병여단
  - 본부 및 본부중대
  - 제52방공포병연대, 6대대
    - C포대
    - D포대
- 제3전투협조실 (3d Battlefield Coordination Detachment)

### 이전
- 제607항공정보전대; 1994년 12월 15일 ~ 2008년 4월 7일
- 제607항공정보대대; 1993년 10월 1일 ~ 2008년 4월 7일

## 항공 통신 정보

### 관제
| 종류     | 주파수               |
| -------- | -------------------- |
| CLR      | 127.3MHz, 343MHz     |
| GND      | 132.45MHz, 253.7MHz  |
| TWR      | 122.1MHz, 308.8MHz   |
| APP/DEP  | 127.9MHz, 306.3MHz   |
| DEP      | 234.3MHz             |
| PMSV MET | 346.5MHz             |
| PTD      | 120.7MHz, 232.9MHz   |
| ATIS     | 132.125MHz, 272.7MHz |

### 보안 무선
| 이름       | 종류  | 주파수   | 신호 | 공항에서의 설치 거리 |
| ---------- | ----- | -------- | ---- | -------------------- |
| PYEONGTAEK | NDB   | 381.0KHz | RE   | 7.7마일              |
| OSAN       | VOR   | 114.7MHz | OSN  | 비행장 내 설치       |
| OSAN       | TACAN |          | OSN  | 비행장 내 설치       |

## 방송 송신 시설
오산 공군기지 안에는 AFN Korea의 오산 지국 송신소가 설치가 되어 있고, 현재 송신하는 채널의 내역은 다음과 같다.
| FM라디오 |                     |          |        |                |
| 채널     | 방송국명            | 호출부호 | 출력   | 가시청권       |
| 88.5MHz  | AFN The Eagle       | -        | 0.05㎾ | 오산,수원 일대 |
| AM라디오 |                     |          |        |                |
| 채널     | 방송국명            | 호출부호 | 출력   | 가시청권       |
| 1359kHz  | AFN Korea ThunderAM | -        | 1㎾    | 오산,수원 일대 |

## 같이 보기
- 주한 미군의 시설 목록
- 서울공항
- 군산공항
- 수원 공군기지
- 캠프 험프리스